# Lars Porsenna

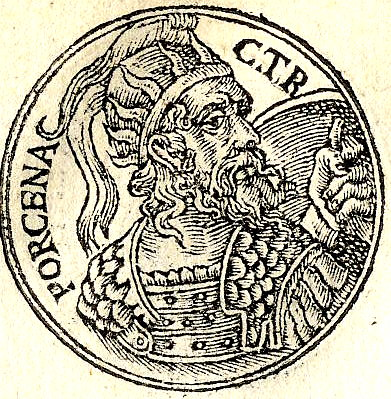
Lars Porsennát ábrázoló 16. sz.-i metszet

Lars Porsenna (etruszkul: Pursenas) Clusium etruszk város királya az i. e. 6. sz. elején. I. e. 508-ban hadat üzent az akkor megalakult Római Köztársaságnak, hogy visszaállítsa a monarchiát. 

## Élete
I. e. 509-ben a római nép elűzte etruszk királyát, Lucius Tarquinius Superbust. Tarquinius többször is megpróbálta visszaszerezni trónját, de végül kénytelen volt Porsenna segítségét kérni. Clusium igen erős lokális hatalomnak számított és Titus Livius szerint Porsennának is nagy volt a hírneve.
A háború menetéről eltérnek a történetírók beszámolói. A félig-meddig hivatalos Titus Livius-féle álláspont szerint mikor az első rohama Horatius Cocles hősiessége miatt kudarcot vallott, ostromgyűrűbe zárta a várost, de a rómaiak bátorsága és önfeláldozása láttán inkább békét kötött. Más források (pl. Tacitus) azonban arra utalnak, hogy sikerült elfoglalnia a várost. Mindenesetre egyik sem állítja, hogy Tarquinius visszakapta volna a trónját, úgyhogy ha Porsennea esetleg meg is szállta Rómát, akkor azt a saját maga számára tette.
A hozzá kapcsolódó egyik történet szerint Róma ostroma idején egy római ifjú, Caius Mucius a szenátus jóváhagyásával beosont az etruszk táborba, hogy megölje a királyt. Ott a katonák éppen a zsoldért járultak Porsenna elé, aki mellett ott ült hasonlóan díszes ruhát viselő írnoka is. Mucius leszúrta azt akit királynak vélt, de az írnok volt az. Elfogták és Porsenna tűzzel való kínvallatással fenyegette, mire Mucius jobb kezét beletartotta az áldozati oltár tüzébe és szemrebbenés nélkül tűrte, hogy megégjen. Utána elmondta az etruszk királynak, hogy háromszáz társa van még, akik hajlandóak feláldozni az életüket. Az elámult király Livius szerint szabadon engedte Muciust (aki ezután megkapta a balkezest jelentő Scaevola melléknevet) és békét kötött Rómával.

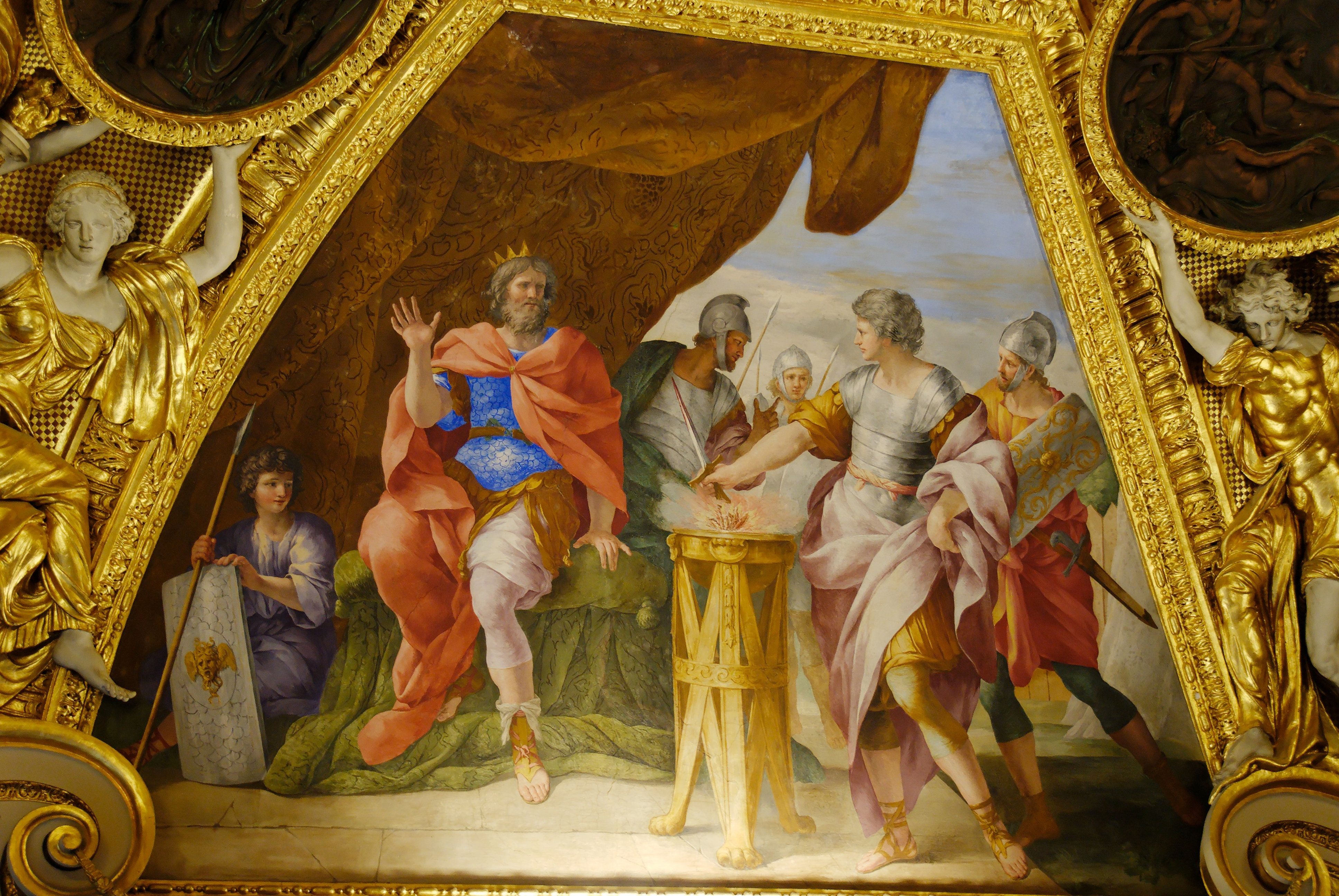
Mucius Scaevola Lars Porsenna előtt (Giovanni Francesco Romanelli, 17. sz.)

Egy másik történet szerint Porsenna túszokat vitt magával, hogy garantálják a béke megtartását. Egyikük, egy Cloelia nevű hajadon lány a többi lányt vezetve és a Tiberist átúszva megszökött az etruszkoktól. A király a többikkel nem törődött, de Cloeliát visszakövetelte. Megérkezésekor mégis elámult a lány hősiességén és megengedte neki, hogy kiválassza a túszok egy részét, akiket szabadon enged: Cloelia a gyerekeket választotta. A rómaiak ezután addig példátlan módon lovasszobrot állítottak Cloelia tiszteletére.
Mikor elvonult Róma alól Porsenna csapatai egy részét Arruns nevű fiára bízta, aki megtámadta Aricia városát. Azok a latinoktól és Cumae városától kértek segítséget és szétverték a clusiumi sereget. A menekülő etruszkok Rómában találtak menedéket és gyógyulásuk után hazatértek.
Livius megírja, hogy az ő idejében (i. e. 1. sz. vége-i. sz. 1. sz. eleje) még szokásban volt hogy a háborús zsákmány vagy állami javak elárverezését "Porsenna király javainak elárusításának" hívják, nem mintha zsákmányoltak volna tőle, hanem az ostromtáborban hagyott élelmiszert osztották szét a nép között.
I. e. 507-ben Porsenna ismét követeket küldött Rómába, hogy fogadják vissza Tarquiniust. A tekintélyes szenátorokból álló viszontküldöttség megértette a cliusiumi királlyal, hogy a rómaiak inkább választanák a halált, minthogy ismét Tarquinius uralma alatt éljenek. Porsenna elengedte a maradék túszokat és továbbküldte Tarquiniust Tusculumba.

## Sírja
Porsenna állítólag monumentális síremléket építtetett magának, ami egy 90 m élhosszúságú és 15 m magas négyzetes alapzatból és rajta piramis alakú oszlopok által tartott három szintből állt, bronz gömbökkel és harangokkal díszítve. Alatta labirintusban rejtették el a király koporsóját. A sír i. e. 89-ben semmisült meg, amikor Cornelius Sulla lerombolta Clusiumot.

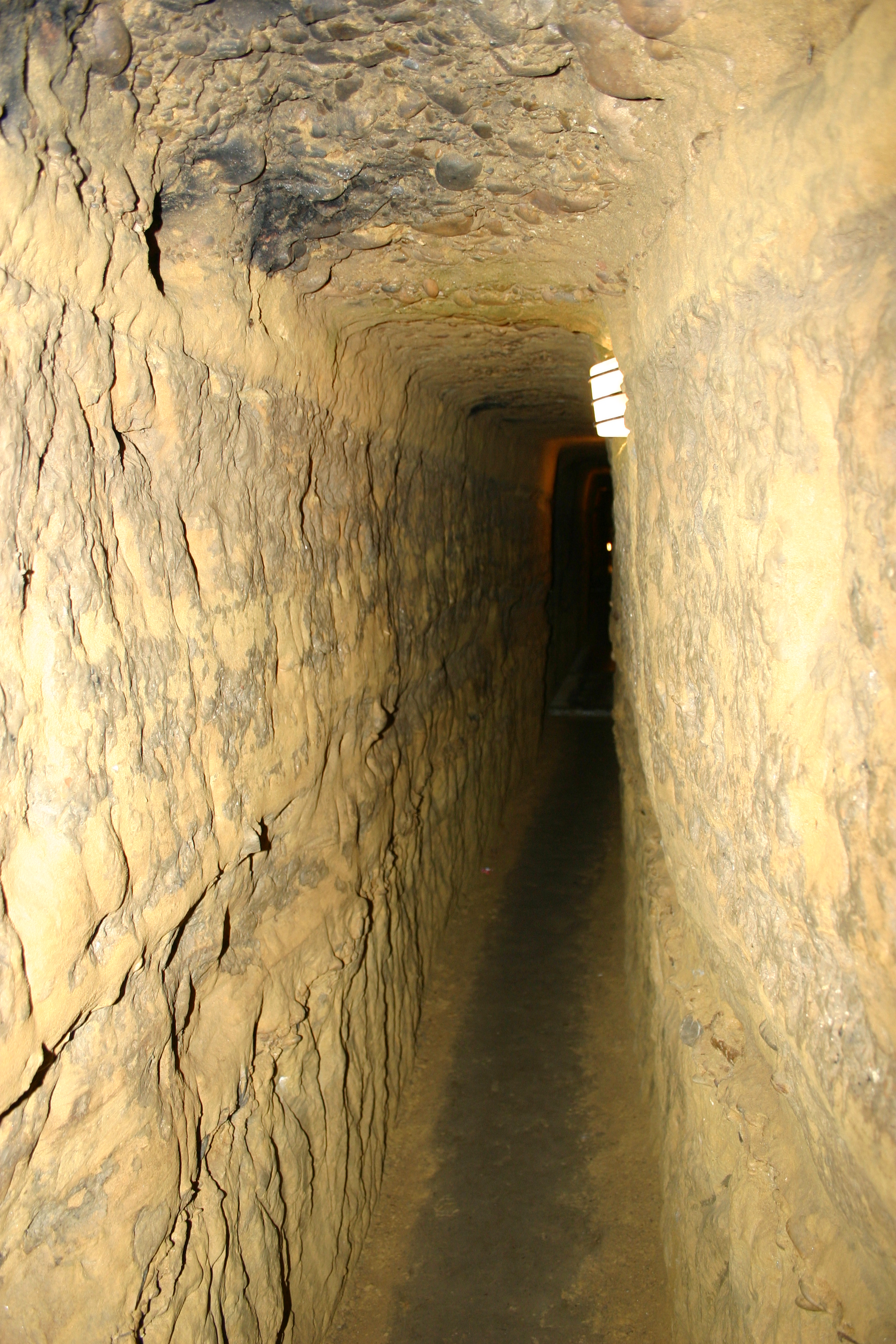
"Porsenna labirintusa" Chiusiban (a volt Clusiumban)
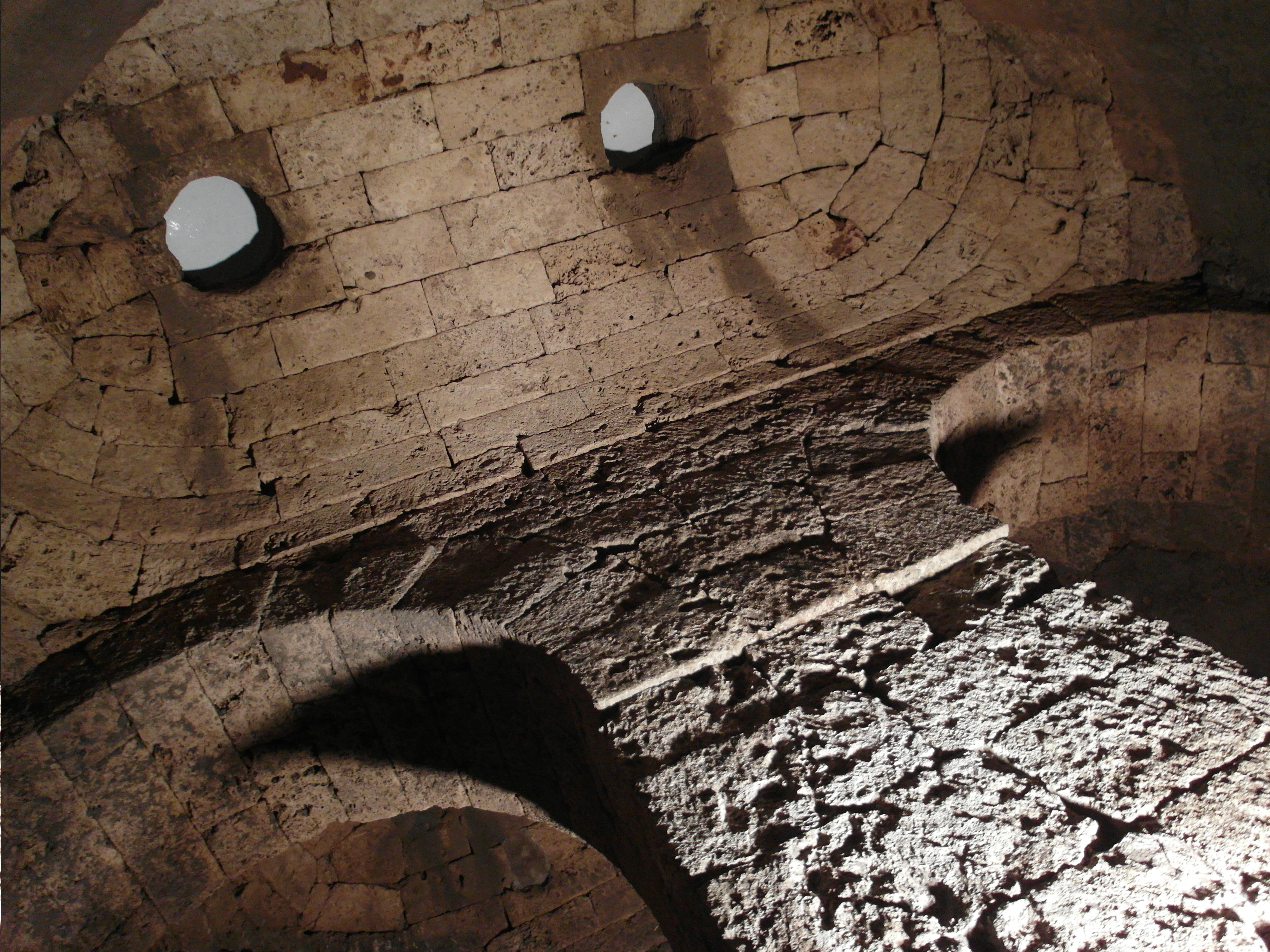
A labirintushoz kapcsolódó ciszterna, a "sír"
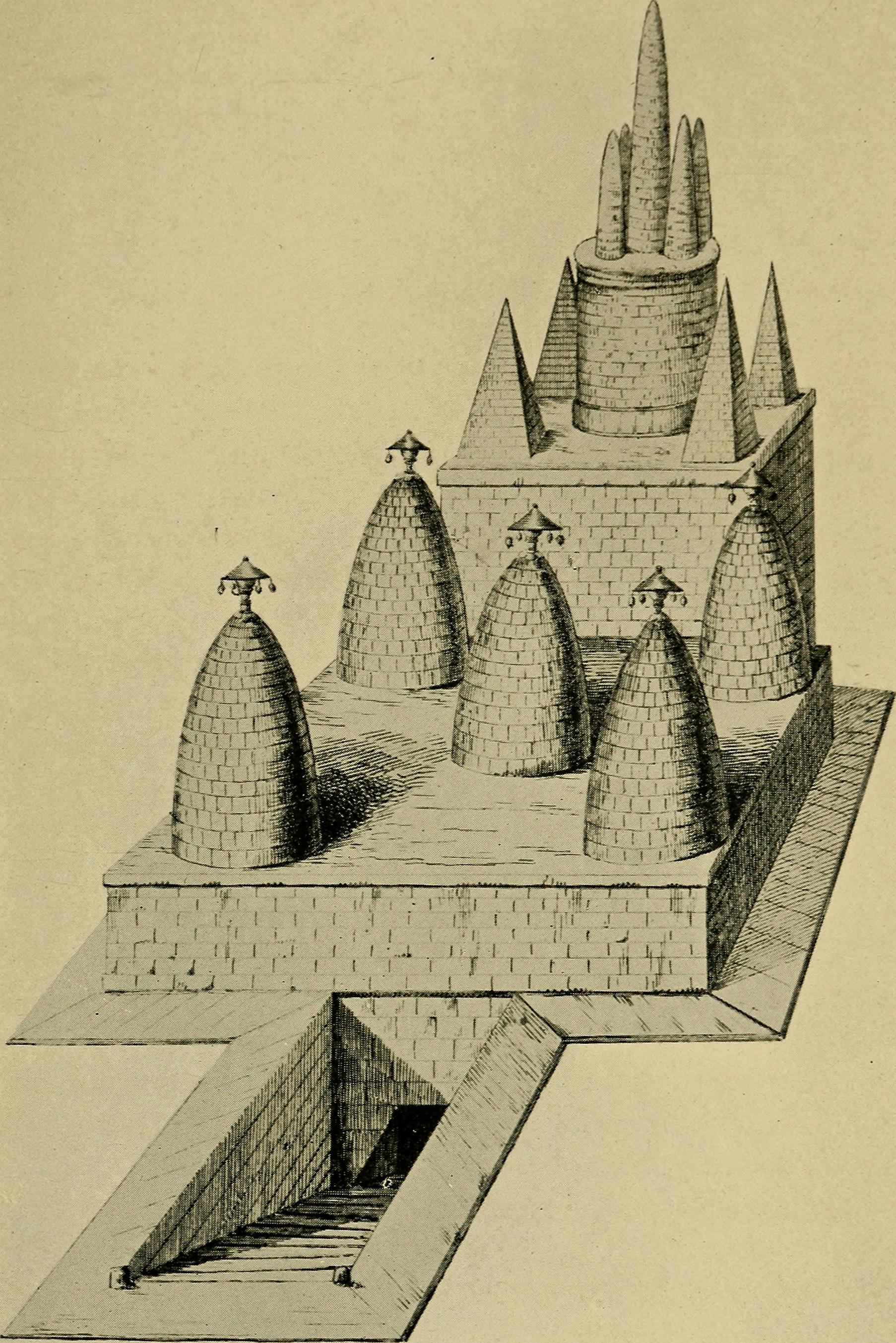
Porsenna mauzóleumának rekonstrukciós kísérlete (1922)

## Fordítás
- Ez a szócikk részben vagy egészben  a   Lars Porsena című angol Wikipédia-szócikk ezen változatának fordításán alapul.  Az eredeti cikk szerkesztőit annak laptörténete sorolja fel. Ez a jelzés csupán a megfogalmazás eredetét és a szerzői jogokat jelzi, nem szolgál a cikkben szereplő információk forrásmegjelöléseként.